# 東京都道224号神戸山多幸線
東京都道224号神戸山多幸線（とうきょうとどう224ごう こうべやまたこうせん）は、東京都神津島村字神戸山と同字多幸を連絡する都道（一般都道）である。

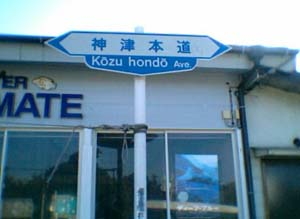
神津本道の標識

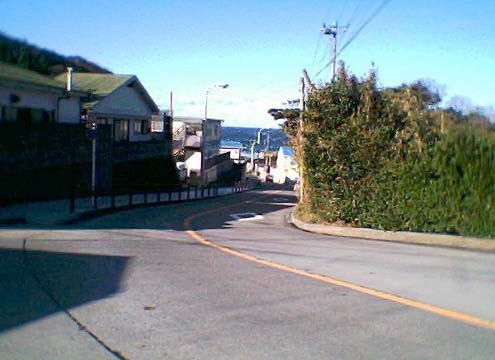
本線から太平洋を望む

## 路線データ
- 起点 東京都神津島村字神戸山
- 終点 東京都神津島村字多幸三浦港
- 延長 12,267m[1]
- 面積 148,002m2[1]
- 通称 神津本道（本線の全区間など）東京都通称道路名設定公告整理番号119＝1984年5月1日公告
- 支線
  1. 神津島空港アクセス道路
  2. 神津島漁協前 − 神津島港
- 都道認定要件 地方開発のため特に必要な道路

## 沿革
- 2017年4月1日 - 神戸山多幸線が路線認定[2]、長浜多幸線が路線廃止[3]
- 2020年4月1日 - 村道森田線を都道に編入[4]